# Leon Sygietyński
Leon Sygietyński herbu własnego (ur. 1822 w Lublinie, zm. 16 grudnia 1891 w Łodzi) – polski dziennikarz, tłumacz, literat, właściciel ziemski.

## Życiorys
W młodości uczył się w Warszawie. W 1843 został redaktorem warszawskiej „Gazety Teatralnej”, jednocześnie zajmując się przekładami powieści, m.in. „Muszkieterów” Dumasa. W 1850 zamieszkał w dzierżawionym przez siebie majątku Gosławice, który został skonfiskowany przez władze rosyjskie, ze względu na uczestnictwo jego syna w powstaniu styczniowym. Po tym wydarzeniu, w 1865, Sygietyński zamieszkał ponownie w Warszawie, gdzie od 1872 wydawał i redagował własne pismo ziemiańskie pt. „Tygodnik Rolniczy”. Był także zaangażowany w ukazanie się w latach 1873–1873 dwóch tomów „Rocznika Ziemiańskiego”. W latach 80. był kierownikiem „Korespondenta Rolniczego”, wydawanego przy „Gazecie Warszawskiej”.
W 1891 przeniósł się z żoną do Łodzi, gdzie pracował jako technik w wydziale ubezpieczeń i publikował na łamach „Dziennika Łódzkiego” oraz był korespondentem „Gazety Warszawskiej”.
Był tłumaczem powieści, kilkunastu oper i kilkunastu operetek. Tłumaczył z języka francuskiego oraz angielskiego. Był właścicielem majątku Stradzew w powiecie kutnowskim.

### Życie prywatne
Sygietyński był synem Karola Sygietyńskiego (1782–1826) – naczelnika Wydziału Skarbowego Komisji Województwa Lubelskiego i Anny z domu Czyńskiej. Jego żoną była Malwina z domu Krzyżanowska – córka Feliksa Krzyżanowskiego, dzierżawcy ekonomii łomżyńskiej oraz Antoniny z domu Stępczyńskiej.
Mieli sześcioro dzieci, do których należeli:
- Karol Sygietyński (ok. 1845–1863) – powstaniec styczniowy, poległy 6 września 1863 pod Żdżarami w pobliżu Rawy Mazowieckiej,
- Antoni Sygietyński (1850–1923) – krytyk literacki, powieściopisarz i pedagog[3], ojciec założyciela zespołu „Mazowsze” – Tadeusza Sygietyńskiego (1896–1955)[6].
- Władysław Sygietyński – skrzypek Opery Warszawskiej,
- Ireneusz „Rene” Sygietyński – inżynier komunikacji, budowniczy kolei w Andach peruwiańskich oraz naczelnik przy budowie kolei anatolijskiej w Turcji, odznaczony Orderem Mecidiye Nişani (1896), po I wojnie światowej pracownik Ministerstwa Skarbu w Warszawie,
- Florentyna Zofia Sygietyńska(inne języki) (ok. 1850–1939) – wiolonczelistka, żona Mieczysława Antoniego de Viriona (1835–1918),
- Bronisława Sygietyńska (1853–1871)[3].

Sygietyński zmarł 16 grudnia 1891 w Łodzi. Został pochowany na miejscowym cmentarzu.

## Twórczość
- libretto „Górnicy” z muzyką Jana Jakescha(inne języki) (Warszawa 1843),
- miniatura „Żony, czyli rywale” (wystawiona 17 XII 1841 w Teatrze Rozmaitości w Warszawie z muzyką Józefa Damsego, Warszawa 1843),
- komedia „Pamiętam” (1873, niewystawiona i niewydana),
- pięcioaktowy obrazek „Syn marnotrawny” (wystawiona, 15 VI 1875 przez teatr Alhambra)[3].

## Tłumaczenia
- libretto „Łucja z Lammermooru” Salvadore Cammarano(inne języki) (do muzyki Gaetano Donizettiego, Warszawa 1843),
- libretto „Lukrecja Borgia” Felice Romaniego (do muzyki Gaetano Donizettiego, Warszawa 1843),
- sztuka „Artykuł 960”(inne języki) Jacquesa-François Ancelota(inne języki) i Paula Dandré(inne języki) (wystawiona 14 I 1842 w Teatrze Rozmaitości, wydana: Warszawa 1843),
- sztuka „Siostra Kasperka” Antoine'a-François Varnera(inne języki) i Félixa-Auguste'a Duverta(inne języki) (Warszawa 1843),
- komedioopera „Podróż na koniec świata” Emmanuela Théaulona(inne języki) (wystawiona w listopadzie 1842 z muzyką Józefa Damsego, wydana: Warszawa 1843),
- „Noc i poranek, czyli życie ludzkie” Edwarda Bulwera-Lyttona (Warszawa 1844),
- powieść „Trzej muszkieterowie” Alexandre Dumasa (Warszawa 1846),
- powieść „Muszkieterowie w dwadzieścia lat później” Alexandre Dumasa (Warszawa 1846),
- powieść „Lata trzy pobytu w stepach Ameryki” anonimowego autorstwa (Warszawa 1872),
- libretto operowe „Don Desiderio” Cassiano Zaccagniniego(inne języki) z muzyką Józefa Michała Poniatowskiego (Lwów 1878),
- libretto operowe „Afrykanka” Eugène Scribe’a z muzyką Giacomo Meyerbeera (Lwów 1880),
- „Serenada” Jeana-Baptiste’a Weckerlina do słów Victora Hugo (1900)[3].